# Amtsgericht Jülich
Jülich ist Sitz des Amtsgerichts Jülich, welches für die Städte und Gemeinden Aldenhoven, Inden, Jülich, Linnich, Niederzier und Titz im nördlichen Kreis Düren zuständig ist. Nachbaramtsgerichte sind Bergheim, Düren, Erkelenz, Eschweiler, Geilenkirchen und Grevenbroich. 

## Übergeordnete Gerichte
Das dem Amtsgericht Jülich übergeordnete Landgericht ist das Landgericht Aachen, welches wiederum dem Oberlandesgericht Köln untersteht.

## Geschichte
Bis 1879 bestand das Friedensgericht Jülich. Das königlich preußische Amtsgericht Jülich wurde mit Wirkung zum 1. Oktober 1879 als eines von 16 Amtsgerichten im Bezirk des Landgerichtes Aachen im Bezirk des Oberlandesgerichtes Köln gebildet. Der Sitz des Gerichts war Jülich.
Sein Gerichtsbezirk umfasste den Kreis Jülich außer den Teilen, die dem Amtsgericht Aldenhoven zugeordnet waren.
Am Gericht bestand 1880 eine Richterstelle. Das Amtsgericht war damit ein kleines Amtsgericht im Landgerichtsbezirk.
In Folge der Weltwirtschaftskrise wurden 60 Amtsgerichte als Folge von Sparverordnungen aufgehoben. Mit der Verordnung über die Aufhebung von Amtsgerichten vom 30. Juli 1932 wurde das Amtsgericht Aldenhoven zum 30. September 1932 aufgehoben und sein Sprengel dem Amtsgericht Jülich zugeordnet.